# Julius Gottfries
Anders Julius Gottfries, född 10 januari 1889 i Vombs socken i Skåne, död 17 januari 1964 i Burlövs socken i Skåne, var en svensk agronom och politiker.
Gottfries var son till skolläraren Nils Gottfrid Kristian Nilsson (1861–1958) och Lovisa Fredrika Dorotea Möller (1863–1932). Han avlade 1913 agronomexamen vid Alnarp och bedrev studier vid Hvilans folkhögskola och lantmannaskola. Han företog sedermera resor till Tyskland och Danmark. Han var även lärare vid Rösjö, Tomelilla och Hammenhögs lantmannaskolor. Han ägde gården Gamlegård (Borrby 58).
Gottfries var politiskt aktiv och satt i såväl kommunalfullmäktige som landstingsfullmäktige. Han var engagerad i Sveriges betodlares centralförening och var ansvarig utgivare av dess tidskrift, men också lokalt inom Köpinge betodlarförening där han var styrelseledamot och sekreterare. Vidare var han revisor för Skånes andelsslakterier, Borrby Sparbank och AB Gustaf Bong i Ystad. Han var också skiftesgodeman och överförmyndare. Gottfries skrev uppsatser om jordbruk som publicerades i olika tidskrifter.
Gottfries gifte sig 1913 med Ragnhild Larsson (1893–1980). De fick åtta barn: Marie-Louise Olsson (1913–2008), Nils Gottfries (1915–1964), Charlotte Weibull (1917–2015), advokat Gunnar Gottfries (1919–2002), läkaren Arvid Gottfries (1924–2012), läkaren Ingrid Gottfries (1926–2014), Carl-Gerhard Gottfries (född 1928) och psykologen Marianne Gottfries (född 1935), som varit gift med Anders W. Mårtensson. Julius Gottfries är begravd i en familjegrav på Vombs kyrkogård.

## Mer läsning
- Ragnhild och Julius Gottfries i Borrby på Österlen: en släktbok. [Lund: Ingrid Gottfries]. 2004. Libris 9954642. ISBN 91-631-6280-6